# Monostegia abdominalis
Monostegia abdominalis is een vliesvleugelig insect uit de familie van de bladwespen (Tenthredinidae). De wetenschappelijke naam werd gepubliceerd in 1798 door Fabricius.

## Uiterlijk
De bladwesp kan 8 mm lang worden en heeft een oranje kleur, met uitzondering van de kop en de bovenkant van het borststuk, die zwart van kleur zijn. Ook het 'zaagje' onderaan het achterlijf is zwart. De soort lijkt sterk op andere bladwespen zoals bijvoorbeeld de gele rozenbladwesp (Arge ochropus) en wespen uit het geslacht Athalia. De larve is groter (18 mm) en minder makkelijk te verwarren met andere soorten. De bovenkant
is licht groen-blauw en de onderste helft is witter van kleur. Het hele lichaam is wit bestoven en de kop is geel, meestal met een donkere streep over het midden.

## Leefwijze
De larve leeft op wederik (Lysimachia) soorten, soms op melkkruid en rood guichelheil. Er zijn twee of drie generaties per jaar en er worden minder vaak mannetjes waargenomen omdat de soort zich voornamelijk parthenogenetisch (ongeslachtelijk) voortplant.

## Leefgebied
De soort is in heel Europa algemeen op plaatsen waar de waardplant groeit en is ook in de Verenigde Staten en Canada terecht gekomen.